# Reumont
Reumont és un municipi francès, situat a la regió dels Alts de França, al departament del Nord. L'any 2006 tenia 351 habitants. Limita a l'est amb Le Cateau-Cambrésis, al sud amb Honnechy, al sud-oest amb Maurois, a l'oest amb Bertry i al nord-oest amb Troisvilles.

## Demografia
| 1962                                       | 1968 | 1975 | 1982 | 1990 | 1999 | 2006 |
| ------------------------------------------ | ---- | ---- | ---- | ---- | ---- | ---- |
| 371                                        | 374  | 339  | 339  | 331  | 317  | 351  |
| Des de 1962: població sense dobles comptes |      |      |      |      |      |      |

## Administració
| Període   | Identitat          | Partit |
| --------- | ------------------ | ------ |
| 2001-2008 | Paul Lencel        |        |
| 2001-     | Jean-Pierre Richez |        |